# アブドゥル・ハリム
アブドゥル・ハリム（Abdul Halim、1911年12月27日 - 1987年7月4日）は、インドネシアの政治家。第4代首相を務めた。

## 生涯

### 生い立ち
1911年に西スマトラ州ブキティンギで生まれる。7歳の時に、良好な環境で教育を受けるため、母の従兄弟でバタヴィア石油会社（現：プルタミナ）の役員だったアブドゥッラーに招かれてジャカルタに移り住み医科学校に進学する。

### 政治家
1945年のインドネシア独立後は、インドネシア中央国家委員会議長アッサートの下で副議長を務めた。1948年にはモハマッド・ナシール、ヨハネス・ライメナと共にインドネシア共和国臨時政府の設立に関与した。1950年1月から9月にかけてインドネシア共和国の第4代首相を務めた。首相退任後の1951年7月からはRSUP（現：Dr. Cipto Mangunkusumo Hospital）の院長に就任し、1961年7月まで務めた。院長退任後は同病院の監察官を務め、1987年に死去した。
サッカーを趣味とし、プルシジャ・ジャカルタの会長を務めた他、インドネシア・オリンピック委員会の副会長・会長（1951年-1955年）を務め、1952年にはインドネシア初のオリンピック選手団をヘルシンキオリンピックに派遣した。